# 世伟洛克公司
世伟洛克（Swagelok）是一家美国私人公司，提供流体系统元件的销售和服务。公司由佛瑞德·藍儂于1947年在美国俄亥俄州创立，总部设在该州索伦市，现有员工约4000人。该公司通过遍及世界6大洲约60各国家的200多家授权销售与服务中心为全球范围内的各个行业提供先进的流体系统产品、服务和解决方案，其中包括科研、仪表、制药、油和气、电力、石化、代用燃料和半导体等行业。